# بهزاد علیزاده
بهزاد علیزاده (زادهٔ ۱۳۴۳) شهردار پیشین شهرهای دره شهر و آبدانان، فرماندار پیشین دهلران و نمایندهٔ دوره یازدهم مجلس شورای اسلامی از حوزه انتخاباتی دهلران و دره‌شهر و آبدانان وبدره است. او در رقابت با صادق کرمی دیگر نماینده حوزه انتخاباتی دهلران و دره‌شهر و آبدانان در دور دوم انتخابات با کسب ۳۱ هزار و۲۸۷ رأی از مجموع ۵۶ هزار و ۵۵۱ رأی نماینده دوره یازدهم مجلس شورای اسلامی شد.